# غلوجة (سراب)
غلوجة هي قرية في مقاطعة سراب، إيران. عدد سكان هذه القرية هو 80 في سنة 2006.